# La Santísima Trinidad de Paraná
Missão Jesuíta de Santíssima Trindade do Paraná (em castelhano: La Santísima Trinidad de Paraná) é uma antiga redução jesuítica no Paraguai, perto de Encarnación. Esta foi uma das últimas reduções a serem construídas na área do rio Paraná. Foi originalmente construída em 1706. É a redução Guarani mais bem preservado do Paraguai e a maior. Ela está localizado em uma colina 28 km a nordeste de Encarnação , no distrito de Trinidad em Itapúa. Ele é acessado a partir da Rota VI. A influência do declínio dos jesuítas na área fez com que esta fosse abandonada — juntamente com o resto das reduções, que ficaram em ruínas. Actualmente as ruínas estão bem preservadas e foram declaradas Património Mundial da Unesco em 1993 em conjunto com a redução de Jesús de Tavarangue.
Ela foi fundada em junho de 1706, e em 1728 tinha uma população de 3.000 índios guaranis. Foi redescoberta cerca de dois séculos após o seu abandono, declarada Patrimônio da Humanidade pela Unesco em 1993.
Ela tem uma praça grande, onde o povo da aldeia se reunia e um Museu jesuíta localizado na antiga sacristia, onde você pode ver esculturas e um modelo em maquete da missão. Esta redução tem o maior templo construído entre todos aqueles que compõem as reduções jesuíticas, onde fica o friso de anjos músicos até a descoberta de partituras musicais em Moxos (Bolívia), sendo a única música de fundo em missões jesuíticas . Esta aldeia é a que mantém uma estrutura em maior grau de formação da vila.

## Características arquitetônicas

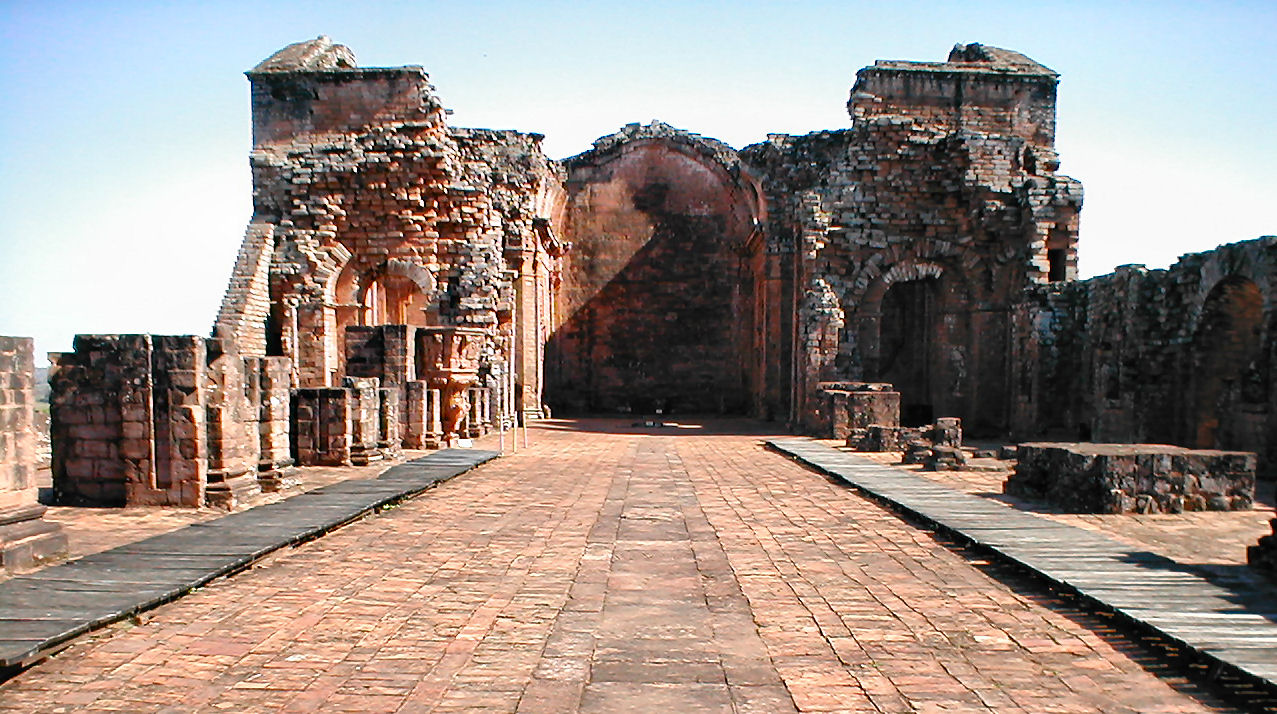
As Ruínas Jesuítas de Trinidad.

O arquiteto da igreja principal foi Juan Bautista Primoli , que também é responsável pelo desenho de toda a redução.
Ela tem, além da grande praça, no lado principal a igreja maior, o cemitério, um jardim, um pátio e outros edifícios; e o restante servia ao povo indígena.
Talvez o mais surpreendente à primeira vista, e que integram o conjunto de arco e flecha observado ao leste da igreja, são grupos de casas de índios, formadas por seguidas habitações. Cada grupo de casas tem arcos de pedra que miram em direção a praça. Estas pedras nos fazem lembrar de aquedutos romanos e pontes.
Outro detalhe característico, quais são as rosetas de pedra esculpida que aparecem nas vergas. Cada corpo de alojamento mede 20 metros e é separada da seguinte por uma rua. Estas casas devem ter sido particularmente invejadas pelos espanhóis que visitaram a redução.
Também há a torre, localizada a alguma distância da igreja. Poderia ter sido o campanário de alguma outra igreja ou uma torre de vigia temporária. Ela tem uma base quadrada, de construção sólida; ao lado são observados os restos de uma capela. Na sacristia foi instalado um museu lítico assim como em uma das galerias.
Ambos podem ser vistas partes de peças esculpidas em arenito, como restos dos anjos e santos, peças de um friso com desenhos de flores e frutos da vegetação da região, inclusive em muitas destas peças permanecem restos de cores a partir de plantas que foram obtidas pelos índios.
Também se pode visitar o museu da missão.

## Igreja Maior
A principal igreja tem itens valiosos, tais como a pia batismal, um púlpito bem trabalhado, a porta de entrada para a sacristia, gravuras, estátuas (em que apenas uma permaneceu sem ser decapitado, pois pensaram que havia ouro dentro de suas cabeças), e outros elementos arquitetônicos. Este templo era o centro da vida na redução.
Entre os elementos que merecem atenção especial, estão o púlpito de pedra, cujas peças somam mais de mil; é ornamentado com figuras dos Evangelhos e ainda podem ser vistos restos de cores.
O friso de anjos músicos é outra peça enorme e impressionante. Na mesma linha de anjos em atitudes musicais podem ser observados; executando instrumentos como o cravo, órgão de tubos, trompetes, clarinetes, flauta e harpa paraguaia; evidência visual da sofisticação da música sobre os cortes.
Especial atenção para as duas tampas que dão acesso à sacristia, que, por sua proporção e sobretaxa sobre o conjunto, são influência Portuguesa e Espanhola.